# زبان العقرب دلتا
زبان العقرب دلتا أو دلتا الميزان (Delta Librae أو δ Lib) هو نجم متغير في كوكبة الميزان. يحمل الاسم التقليدي العربي الأصل زبان العقرب (Zuben Elakribi)، وهو نفس الاسم التقليدي للنجم جاما الميزان. يعتبر هو ونجم رجل العواء (μ Vir) أحد أنواء القمر لدى الأكديين حيث تدعى بـ مولو إيزي والتي تعني «رجل النار».
يقع هذا النظام النجمي على بعد 300 سنة ضوئية تقريبًا من الأرض، وينتمي المكون الأساسي له (زبان العقرب A أو δ Lib A) إلى الفئة الطيفية B9.5V، مما يشير إلى أنه نجم نسق أساسي من النوع B. يمكن رؤيته بالعين المجردة بقدر ظاهري بصري واضح يبلغ 4.93، وهو يقترب من الشمس بسرعة شعاعية تبلغ 39- كم/ثانية. كما يعد نظامًا نجميًّا ثنائيًّا خسوف يشبه نوع رأس الغول، يبلغ فترته المدارية 2.3274 يومًا مع اختلاف مركزي بمقدار 0.07. يتراوح قدره الظاهري من 4.91 إلى 5.9. تملأ المرحلة الثانوية حيز روش الخاصة بها، كما أن هناك دليل على انتقال جماعي على نطاق واسع حدث في الماضي؛ حيث كان النجم أكثر تطورًا من النجم الأساسي.
كان - إلى جانب نجم صدر الثور (λ Tau) - أحد النجوم الأولى التي لوحظ توسع خط الدوران عليها، وكان ذلك بواسطة العالم الفلكي الأمريكي فرانك شليزنجر عام 1911.

## وصلات خارجية
- https://www.universeguide.com/star/73473/deltalibrae
- http://stars.astro.illinois.edu/sow/deltalib.html